# Kuta (Badung)
Kuta is een stadje in het zuiden van Bali, Indonesië ten zuidwesten van en vlak bij Denpasar. Het is een voormalig vissersdorp. Het was een van de eerste plaatsen op Bali waar toeristen kwamen. Als badplaats werd het een van de belangrijke toeristische bestemmingen in Indonesië. Het is bekend vanwege de zandstrand met surfmogelijkheden. Er is een scala aan accommodaties, restaurants en bars. Met Bali's luchthaven Ngurah Rai bestaat een frequente verbinding.

## Geschiedenis
In dit vissersplaatsje begon een Amerikaanse echtpaar in 1936 een hotel, dat was het begin van het toerisme. In de Tweede Wereldoorlog en de Indonesische Onafhankelijkheidsoorlog zakte dit in en pas eind 1960 kwamen er weer meer toeristen. Daarna ging het snel en werd het plaatsje een centrum van toeristische voorzieningen. Bij Australiërs werd de plaats populair vanwege de nabijheid, schoonheid en goedkope voorzieningen.
Kuta was de plaats van de aanslagen op 12 oktober 2002, waarbij meer dan 200 mensen overleden. In het centrum van de stad is ter herdenking een monument geplaatst. Op 1 oktober 2005 werden er in Kuta en in Jimbaran opnieuw aanslagen gepleegd, ditmaal met 23 slachtoffers. Sinds de terreuraanslagen kwamen er veel minder toeristen, er is sindsdien overal bewaking en controle.

## Voorzieningen
In de plaatsje zijn warenhuizen met een scala aan producten. Het grootste winkelcentrum is aan het Kutaplein. Naast een Matahari warenhuis en supermarkt is er een aantal kleinere speciaalzaken. Vlak bij het Kutaplein op het strand is de Kuta Kunstmarkt. Alle wereldkeukens zijn vertegenwoordigd. Kuta biedt ruime gelegenheid tot uitgaan.

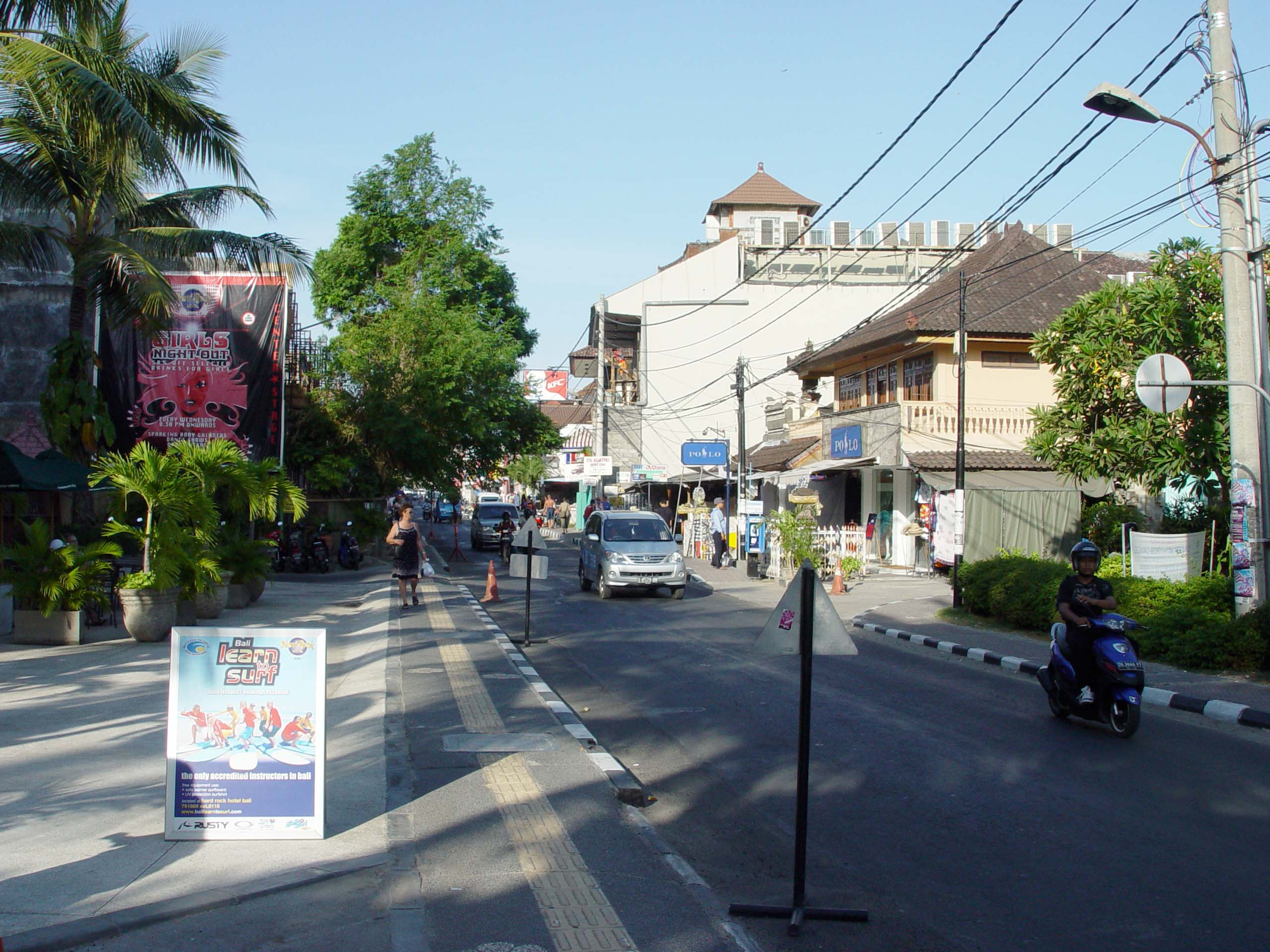
Pantai Kuta str.